# Gone girl (Jack Clement)
Gone girl is een lied dat werd geschreven door Jack Clement. Het werd voor het eerst uitgebracht door Tompall & the Glaser Brothers. Zij hadden er in 1970 een nummer 23-notering mee in de Hot Country Songs van Billboard.

## Covers en tekstversies
Er verschenen enkele covers, zoals op albums van Johnny Cash (Gone girl, 1978), de Woodstock Mountains Revue (Pretty lucky, 1978), Jack Clement zelf (All I want to do in life, 1978) en David Ferguson (David Ferguson, 2014). In 1975 verscheen er een herschreven versie van Jack Jersey op een single.
De oorspronkelijke tekst van Clement gaat over een knap en lang meisje. Zij is echter niet meer bij hem. In de versie van Jack Jersey is de tekst volledig gewijzigd. Ook zijn vriendin is vertrokken. Het is kerstmis en hij zou willen dat ze nu aan de deur zou kloppen.
In 1977 wijzigde de zangeres Siska (Sieka Wilts) van begeleidingsband, van The Nightbirds naar The Rainnaldo's. Met haar nieuwe groep bracht ze een Nederlandstalige versie van Gone girl uit, getiteld De zilveren ster. Een bewerkte cover van deze vertaling werd in 2018 uitbracht door De Paloma's.

### Jack Jersey
In 1975 verscheen er een versie op een single met een andere tekst in een kersteditie van de Nederlandse zanger Jack Jersey. Deze single kwam in de Nederlandse en Belgische hitlijsten te staan. Ook kwam het uit op het kerstalbum dat hij dat jaar uitbracht, A Christmas show.
Nederland
In deze jaren hield het Limburgs Dagblad een eigen top bij, de LD Top 20. Hier kwam Gone girl op nummer 2 terecht, net achter Mississippi van Pussycat. Andere hitnoteringen in Nederland waren:
| Gone girl in de Nederlandse Top 40 van 6-12-1975 t/m 17-1-1976 | Gone girl in de Nederlandse Top 40 van 6-12-1975 t/m 17-1-1976 | Gone girl in de Nederlandse Top 40 van 6-12-1975 t/m 17-1-1976 | Gone girl in de Nederlandse Top 40 van 6-12-1975 t/m 17-1-1976 | Gone girl in de Nederlandse Top 40 van 6-12-1975 t/m 17-1-1976 | Gone girl in de Nederlandse Top 40 van 6-12-1975 t/m 17-1-1976 | Gone girl in de Nederlandse Top 40 van 6-12-1975 t/m 17-1-1976 | Gone girl in de Nederlandse Top 40 van 6-12-1975 t/m 17-1-1976 | Gone girl in de Nederlandse Top 40 van 6-12-1975 t/m 17-1-1976 |
| Week                                                           | 1                                                              | 2                                                              | 3                                                              | 4                                                              | 5                                                              | 6                                                              | 7                                                              |                                                                |
| -------------------------------------------------------------- | -------------------------------------------------------------- | -------------------------------------------------------------- | -------------------------------------------------------------- | -------------------------------------------------------------- | -------------------------------------------------------------- | -------------------------------------------------------------- | -------------------------------------------------------------- | -------------------------------------------------------------- |
| Positie                                                        | 17                                                             | 11                                                             | 14                                                             | 19                                                             | 19                                                             | 29                                                             | 35                                                             | uit                                                            |

| Gone girl in de Nationale Hitparade van 29-11-1975 t/m 3-1-1976 | Gone girl in de Nationale Hitparade van 29-11-1975 t/m 3-1-1976 | Gone girl in de Nationale Hitparade van 29-11-1975 t/m 3-1-1976 | Gone girl in de Nationale Hitparade van 29-11-1975 t/m 3-1-1976 | Gone girl in de Nationale Hitparade van 29-11-1975 t/m 3-1-1976 | Gone girl in de Nationale Hitparade van 29-11-1975 t/m 3-1-1976 | Gone girl in de Nationale Hitparade van 29-11-1975 t/m 3-1-1976 |
| Week                                                            | 1                                                               | 2                                                               | 3                                                               | 4                                                               | 5                                                               |                                                                 |
| --------------------------------------------------------------- | --------------------------------------------------------------- | --------------------------------------------------------------- | --------------------------------------------------------------- | --------------------------------------------------------------- | --------------------------------------------------------------- | --------------------------------------------------------------- |
| Positie                                                         | 22                                                              | 24                                                              | 12                                                              | 16                                                              | 18                                                              | uit                                                             |

Vlaanderen
In de Top 30 van de BRT stond de single 8 weken genoteerd en bereikte het nummer 7 als hoogste notering. In de Ultratop 30 kende het de volgende noteringen:
| Gone girl in de Vlaamse Ultratop 30 van 6-12-1975 t/m 31-1-1976 | Gone girl in de Vlaamse Ultratop 30 van 6-12-1975 t/m 31-1-1976 | Gone girl in de Vlaamse Ultratop 30 van 6-12-1975 t/m 31-1-1976 | Gone girl in de Vlaamse Ultratop 30 van 6-12-1975 t/m 31-1-1976 | Gone girl in de Vlaamse Ultratop 30 van 6-12-1975 t/m 31-1-1976 | Gone girl in de Vlaamse Ultratop 30 van 6-12-1975 t/m 31-1-1976 | Gone girl in de Vlaamse Ultratop 30 van 6-12-1975 t/m 31-1-1976 | Gone girl in de Vlaamse Ultratop 30 van 6-12-1975 t/m 31-1-1976 | Gone girl in de Vlaamse Ultratop 30 van 6-12-1975 t/m 31-1-1976 | Gone girl in de Vlaamse Ultratop 30 van 6-12-1975 t/m 31-1-1976 | Gone girl in de Vlaamse Ultratop 30 van 6-12-1975 t/m 31-1-1976 |
| Week                                                            | 1                                                               | 2                                                               | 3                                                               | 4                                                               | 5                                                               | 6                                                               | 7                                                               | 8                                                               | 9                                                               |                                                                 |
| --------------------------------------------------------------- | --------------------------------------------------------------- | --------------------------------------------------------------- | --------------------------------------------------------------- | --------------------------------------------------------------- | --------------------------------------------------------------- | --------------------------------------------------------------- | --------------------------------------------------------------- | --------------------------------------------------------------- | --------------------------------------------------------------- | --------------------------------------------------------------- |
| Positie                                                         | 21                                                              | 20                                                              | 15                                                              | 11                                                              | 9                                                               | 9                                                               | 16                                                              | 23                                                              | 30                                                              | uit                                                             |